# Терзија
Терзија је занатлија који се бавио кројењем, шивењем и украшавањем старе грађанске, народне ношње. Мајстори терзијског заната су шили различите делове одеће од материјала као што су чоја, сомот, атлас а украшавали су одећу свиленим гајтанима, кићанкама, шљокицама, срмом.

## О занату
Терзијски занат је оријенталног порекла, о чему сведочи порекло речи. Реч терзија потиче од персијске речи „derzi“ односно турске „terzi “ која значи кројач.
У терзијски занат, убрајала су се три заната: чохаџијски, кафтанџијски и клашњеџијски, а поред њих постојало је и неколико њима блиских заната и других проистеклих из њих. Чохаџије су кројиле одећу од чоје и везлe их срмом или свиленом бућмом. Од чохаџија су се издвојили вешти мајстори за везење искључиво срмом и називани су срмаџије.
Терзијски рад текао је следећим редом: исписивање орнамента сапуном на материјалу (пре веза), пришивање хартије, тј. фишека с наличја материјала нa коме се изводи вез, затим сам чин везења и на крају пеглање и постављање поставе с наличја.
Делови одеће које су шиле терзије се зову: антерија, долама, мушки гуњићи, јечерма, џамадан, минтан, мисараба, тозлук, јелек, џубе, либаде, фистан, кумош, ћурак, шалваре, шкутељка...
Тканине које су терзије употребљавале за израду ношње само су делимично биле народне израде. Обично је то била индустријска и занатска роба с истока, или касније фабричка са запада: чоја, кадифа, атлас, кумаш, шамалаџа, ћитабија. За украшавање разних одеће употребљаване су разне врсте гајтана (вунени, свилени, златни и сребрни), бикма (свилена и срмена), шљокице и разне врсте ширита које су израђивале занатлије казаси. Поред гајтана од сребрне и златне нити, доминантни су били гајтани црвене, зелене и плаве боје.
Разлика између терзија и абаџија била је у материјалу, кроју и начину украшавања. Терзије су шиле углавном за градско становништво, док су абаџије шиле за сеоско.
Због сличности заната често су долазили и у сукобе. Касније опадањем оба заната су се међусобно испомагала па одећу коју би сашиле абаџије украшавале су терзије.
Прихватањем грађанства да носе све више европску ношњу и потреба за производима терзија је опадала.